# فاصلة
الفاصلة أو الشَّوْلَة أو الفارزة هي إحدى علامات الترقيم تُكتب هكذا «،» وتٌستخدم في اللغة العربية للفصل بين الجُمَل القصيرة، وللدلالة على أن الكلام مستمر بعدها، بخلاف النقطة التي تدل على نهاية الفقرة.
هذه الأمثلة التالية هي لتوضيح استعمال الفاصلة في الجمل العربية:
- الفاصلة لتوضيح الكلمة الأخيرة: «أنت الآن تبحر على ويكيبيديا، الموسوعة العالمية الحرة.»

## الكتابة
توضع الفاصلة مباشرة بعد الكلمة التي تسبقها وتفصلها عن الكلمة التي تليها منطقة فراغ.
لا توضع الفاصلة لا قبل ولا بعد المصطلحات الآتية: واو المعية، مع، إلا، نحو...إلخ.[بحاجة لمصدر] كما ولا توضع في بداية السطر أو أول الكلام.
| م | أهم مواضعها            | الأمثلة                                                                                                 |
| - | ---------------------- | --- |
| 1 | بين أجزاء الكلام التام | رحم الله امرأً، قال خيراً فغنم، أو سكت فسلم.                                                              |
| 2 | بين الشيء وأقسامه      | الكلمة: اسم، أو فعل، أو حرف.                                                                            |
| 3 | بين الكلمات المفردة    | المشورة لقاح العقول، ورائد الصواب، ومطية النجاح.                                                        |
| 4 | بين الجمل المعطوفة     | الحرُ إذا وعد وفي، إذا أعان كفى، وإذا ملك عفا.                                                           |
| 5 | بين الألفاظ المعطوفة   | تتفاوت كتب الإملاء في دقتها، ومناهجها، وغاياتها، وشرحها، وعرضها، ومعالجتها، وتوثيقها، وإيجازها، وبسطها. |
| 6 | بعد لفظ المنادى        | يا محمد، أنت رجل قوي.                                                                                   |
| 7 | بعد حرف الجواب         | نعم، أنا مريض.                                                                                          |
| 8 | بين الشرط والجزاء      | إن قدرت على أن تزيد ذا الحق على حقه وتطول على من لا حق له، فافعل.                                       |
| 9 | قبل ألفاظ البدل        | في هذه المدينة التي لا تنام، مدينة نيويورك، يعيش أكثر من 8 ملايين نسمة.                                 |

## أمثلة

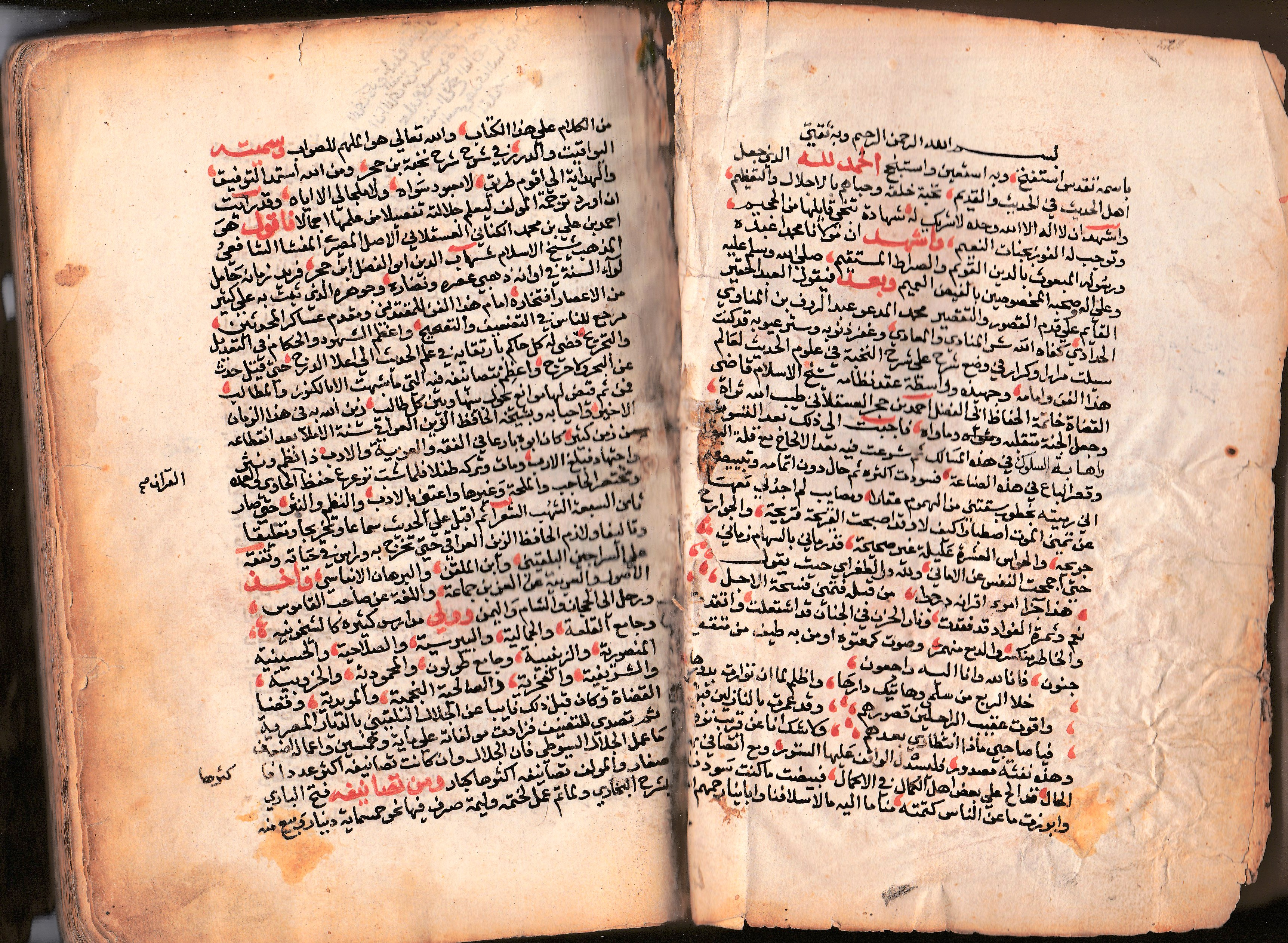
في مخطوط قديم
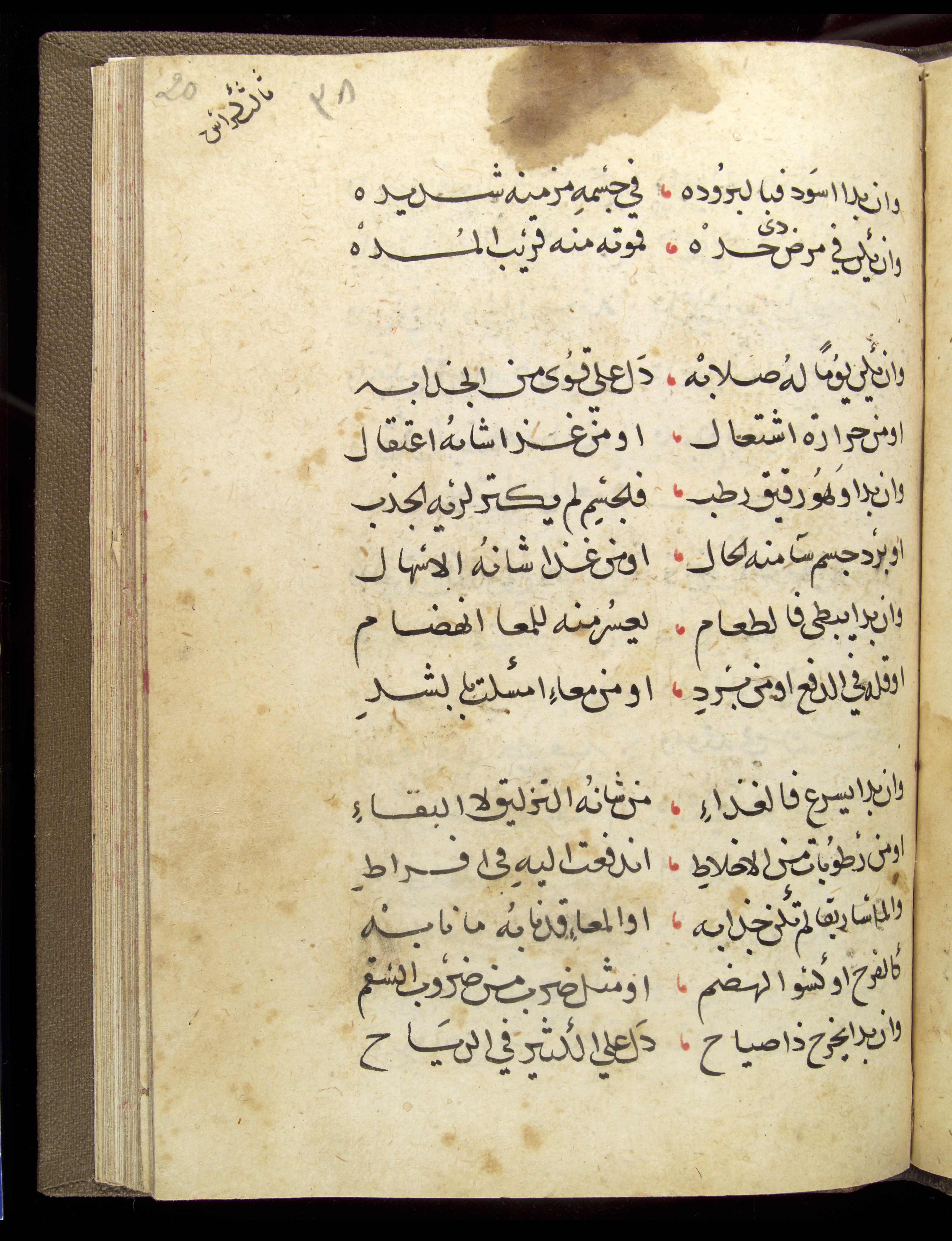
في مخطوط شعر طبي